# Forever Love (Last Mix)
Forever Love è un singolo degli X Japan, rivisitazione della canzone Forever Love. Contiene come B-Side una traccia presa dal loro live album Live in Hokkaido 1995.12.4 Bootleg. Vi è, inoltre, un'edizione speciale del singolo con una copertina differente raffigurante la chitarra di Hide (deceduto il 2 maggio 1998) e con la scritta Hide Forever.

## Tracce
1. Forever Love (Last Mix) - 4:38 (Yoshiki - Yoshiki)
2. Longing (Bootleg) - 6:15 (Yoshiki - Yoshiki)

## Formazione
- Toshi - voce
- Heath - basso
- Pata - chitarra
- Hide - chitarra
- Yoshiki - batteria & pianoforte